# Bupleurum petiolulatum
Bupleurum petiolulatum är en flockblommig växtart som beskrevs av Adrien René Franchet. Bupleurum petiolulatum ingår i släktet harörter, och familjen flockblommiga växter.

## Underarter
Arten delas in i följande underarter:
- B. p. petiolulatum
- B. p. tenerum